# Pro Titinia
L'Oratio pro Titinia (Orazione in difesa di Titinia), meglio nota semplicemente come Pro Titinia, è un discorso giudiziario pronunciato nel 79 a.C. dall'oratore romano Marco Tullio Cicerone. L'orazione, il cui testo non è pervenuto ad oggi neppure in frammenti poiché non fu mai pubblicato, è il quinto discorso giudiziario pronunciato da Cicerone. Si trattava della difesa di una donna di nome Titinia, non altrimenti nota, dall'accusa di veneficio; è l'ultima orazione che Cicerone pronunciò prima di intraprendere, dal 79 al 77 a.C., un viaggio di studio in Grecia, che avrebbe avuto significative ripercussioni sul suo stile oratorio.